# Lissodema plagiatum
Lissodema plagiatum is een keversoort uit de familie platsnuitkevers (Salpingidae). De wetenschappelijke naam van de soort werd in 1895 gepubliceerd door George Lewis.